# Unio mancus
Mulette méridionale
Espèce
Synonymes
- Unio elongatulus mancus Lamarck, 1819 (préféré par BioLib)[2]
- Unio emarginatus I. Lea, 1834[1]
- Unio fascellinus Locard, 1882[1]
- Unio lagnisicus Bourguignat, 1882[1]
- Unio manca Lamarck, 1819[1]
- Unio mancus mancus Lamarck, 1819[2]
- Unio mancus Lamarck, 1819[2]
- Unio plebeius Drouët, 1888[1]
- Unio suborbicularis Drouët, 1888[1]

Statut de conservation UICN

 NT  : Quasi menacé
Unio mancus, communément appelé la Mulette méridionale, est une espèce de moules d'eau douce, un mollusque aquatique bivalves de la famille des Unionidés.

## Distribution
Cette espèce peut être trouvée à partir du nord-est de l'Espagne tout au long de la zone Méditerranéenne, au nord-est de l'Afrique et au Moyen-Orient. Elle est présente en Allemagne, Autriche, Bosnie-Herzégovine, Croatie, Chypre, France, Grèce, Italie, Liban, Monténégro, Slovénie, Espagne, Suisse, Turquie et Syrie.

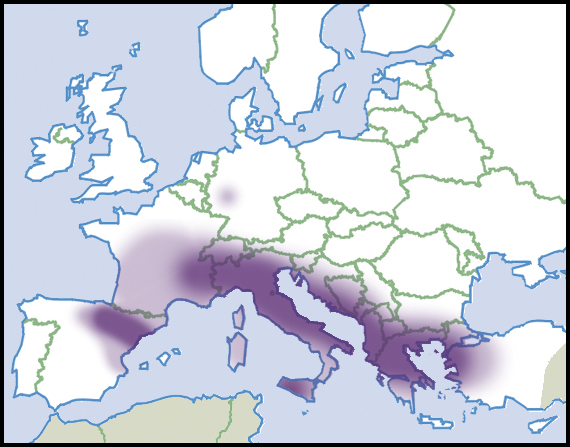
Distribution d'Unio mancus en Europe

En France, l'espèce est présente dans de nombreux départements.

## Description et biologie
Les coquilles d'Unio mancus sont épaisses et peuvent généralement atteindre une taille de 55 à 65 mm, avec un maximum de 100 mm. 
Ces moules d'eau douce ont un périostracum de couleur brun foncé ou jaune-vert. Les coquilles sont équivalve et de forme ovale, arrondie sur le bord antérieur. L'intérieur est blanc irisé.
En Normandie, cette espèce se trouve dans les eaux stagnantes ou à faible courant.
L'espèce peut avoir comme poissons-hôtes la Perche, le Goujon, le Chevesne, la Tanche et l'Épinoche.

## Liste des sous-espèces
Selon World Register of Marine Species (13 octobre 2020) :
- sous-espèce Unio mancus mancus Lamarck, 1819
- sous-espèce Unio mancus requienii Michaud, 1831
- sous-espèce Unio mancus turtonii Payraudeau, 1826